# Canberra United FC
Canberra United FC är en proffsklubb för damer i fotboll från Canberra i Australien. Klubben spelar i den australiska proffsligan för damer A-League sedan ligan startades upp 2008. Klubben är den enda i A-League som inte hör ihop med någon av klubbarna i herrarnas proffsliga A-League.